# 箱根登山バス

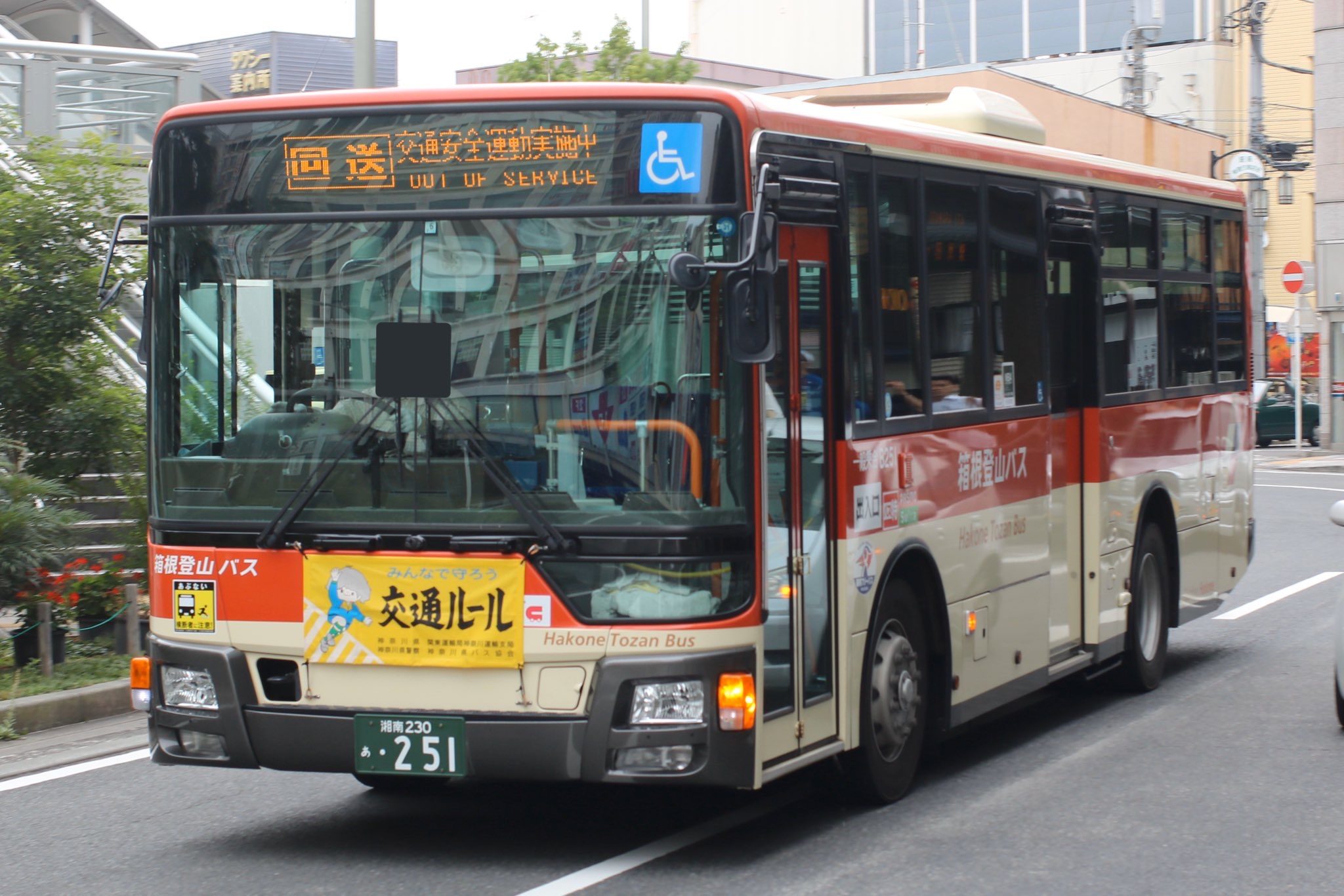
路線バス

箱根登山バス株式会社（はこねとざんバス、英: Hakone Tozan Bus Co., Ltd.）は、神奈川県小田原市に本社を設け、神奈川県小田原市および足柄下郡箱根町周辺を主な営業エリアとする、小田急グループのバス事業者である。小田急箱根の完全子会社。
1913年3月1日に開業した小田原電気鉄道の貸自動車業と、1914年8月15日に開業した富士屋自働車の貸自動車業を前身とし、1932年に両社が合併して富士箱根自動車となるが、戦時中の交通事業統合の流れの中で1921年創業の足柄自動車とともに箱根登山鉄道（現：小田急箱根）に合併し、同社の自動車部門となった。2002年10月には小田急グループ内での事業再編に伴い分社化された。
本項目では箱根登山鉄道のバス部門（自動車部）によって事業が行われていた時代についても記述する。

## 歴史

### 創業期
2012年現在の箱根登山バスが主な営業エリアとしている神奈川県西部において自動車業が開始されたのは、1912年（明治45年）に営業を開始した箱根自動車の貸自動車業（ハイヤー）に端を発する。この頃に日本国外からの旅行者が自動車で箱根を訪れるようになっていたが、小田原電気鉄道の終点であった湯本駅の駅前にて茶屋を経営していたうちの1軒で、その親族が貸自動車業を開始したものである。これに驚いた小田原電気鉄道では、翌1913年（大正2年）3月1日より貸自動車業に参入した。当初の車両数は5台で、国府津駅から強羅までと、芦ノ湖畔の箱根町を結ぶ区間での営業であった。これらの貸自動車業は、それまで人力車夫や駕籠かきからは脅威として受け止められ、路上にガラス片をまかれたり投石されたりといった運行妨害を受けることもあった。

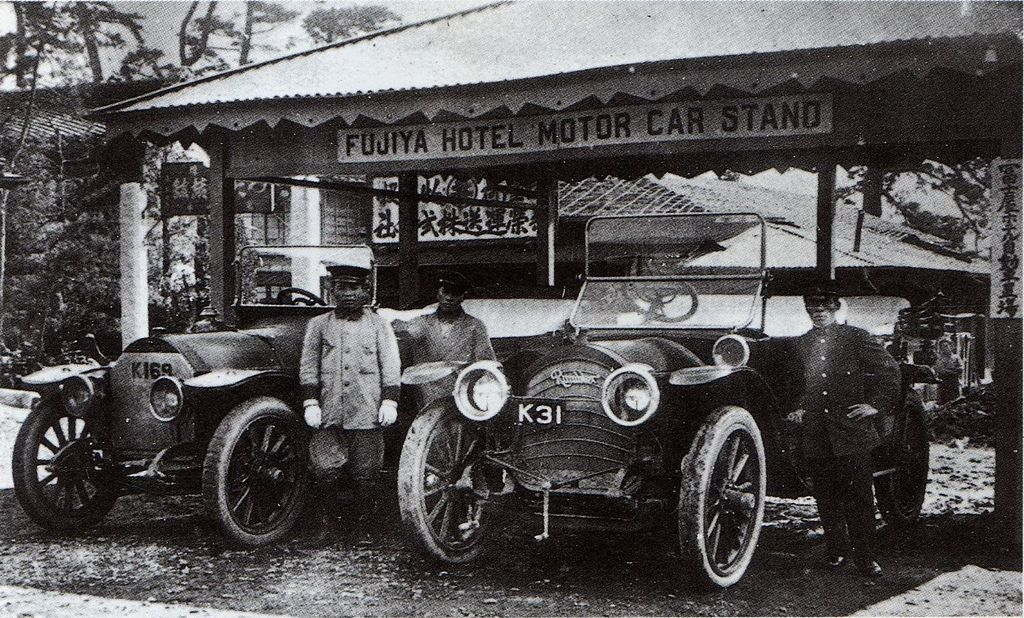
創業当時の富士屋自働車の貸自動車

この1913年の夏、富士屋ホテルでの滞在を終えて帰任するアメリカ陸軍少佐から予約を受けたにもかかわらず小田原電気鉄道の貸自動車が約束した時間よりも遅れて配車されるという事態が発生した。この陸軍少佐は辛うじて国府津駅から予定の列車に乗車し、無事に帰任できたものの、帰任後に富士屋ホテルに対して「一流ホテルとしては、ホテル専属の自動車を所有すべき」と意見書を送った。当時、富士屋ホテルの取締役であった山口正造はこれに応えるべく翌1914年（大正3年）8月15日、富士屋自働車を設立した。富士屋自働車は運転士に礼儀作法と英語を学ばせた上、当時としてはモダンな制服を着用させた。また、それまで人力車夫や駕籠かきを営業していたものに対して、富士屋自働車の株主になることを薦めた。
富士屋自働車では貸自動車だけではなく、乗合自動車の運行を行なう構想を抱いており、1915年（大正4年）8月には国府津駅と箱根地区を結ぶ乗合自動車、1917年（大正6年）6月には小田原と熱海を結ぶ乗合自動車の運行許可を得ていた。貸自動車業を開始した際にも反対運動があった経験から、乗合自動車の運行については慎重に時機をうかがうこととした。なお、箱根で最初に貸自動車業を開始した箱根自動車は、1919年に富士屋自働車に買収された。
| 富士屋自働車の乗合自動車 |  | 小田原電気鉄道の乗合自動車 |  | 創業当時の足柄自動車 |
| 富士屋自働車の乗合自動車 |  | 小田原電気鉄道の乗合自動車 |  | 創業当時の足柄自動車 |

その後、1912年に小田原電気鉄道が湯本から強羅までを結ぶ登山鉄道の工事を開始したが、登山電車の開通は貸自動車業にとっては脅威であり、それに対抗するためには乗合自動車の運行を行なう必要があると考えられた。そこで、富士屋自働車は登山電車の運行を待つこととし、1919年6月1日より国府津駅から宮ノ下、宮ノ下から箱根町において乗合自動車（路線バス）の運行を開始した。これが神奈川県下においても初となる本格的な路線バス運行であったが、同時に、鉄道とバスの競合の始まりでもあった。富士屋自働車では高級車両を投入し、横浜や東京に至る長距離路線の運行も開始した。対する小田原電気鉄道は、小涌谷から箱根町まで、自社の登山電車に接続する路線バスの運行を1921年（大正10年）より開始した。一方、同年5月22日には足柄自動車が松田町で設立された。

登山電車で小田原から宮ノ下までの運賃が下等で61銭で、それでも下りは歩いて湯本に戻る利用客も多かった状況では、小田原から宮ノ下まで1円80銭もの運賃が設定された路線バスの利用者はさらに少なかった。このため、富士屋自働車では1922年には運賃の値下げを行い、小田原から宮ノ下までのバス運賃は1円となった。また、同年には小田原駅前に営業所を併設した食堂・売店として「カフェ・レゾート」をオープンさせた。一方の小田原電気鉄道側も運賃を値下げして対抗するなど、激しい乗客争奪が展開された。同年12月3日には両社の社員同士が乱闘事件を起こし、4人が傷害罪で送検された。

1923年9月1日に発生した関東大震災によって、富士屋自働車では前年に完成したばかりの「カフェ・レゾート」が倒壊、車庫にあった数十台の自動車も破壊された。また、湯本と塔ノ沢の間では乗客5人を乗せた自動車が崖崩れにより埋没し行方不明となり、底倉にある蛇骨川の橋を渡っていた自動車が谷底へ転落するなど、保有していた自動車の半数近くが失われるという被害を受けた。

### 競合の末の合併から戦時統合まで

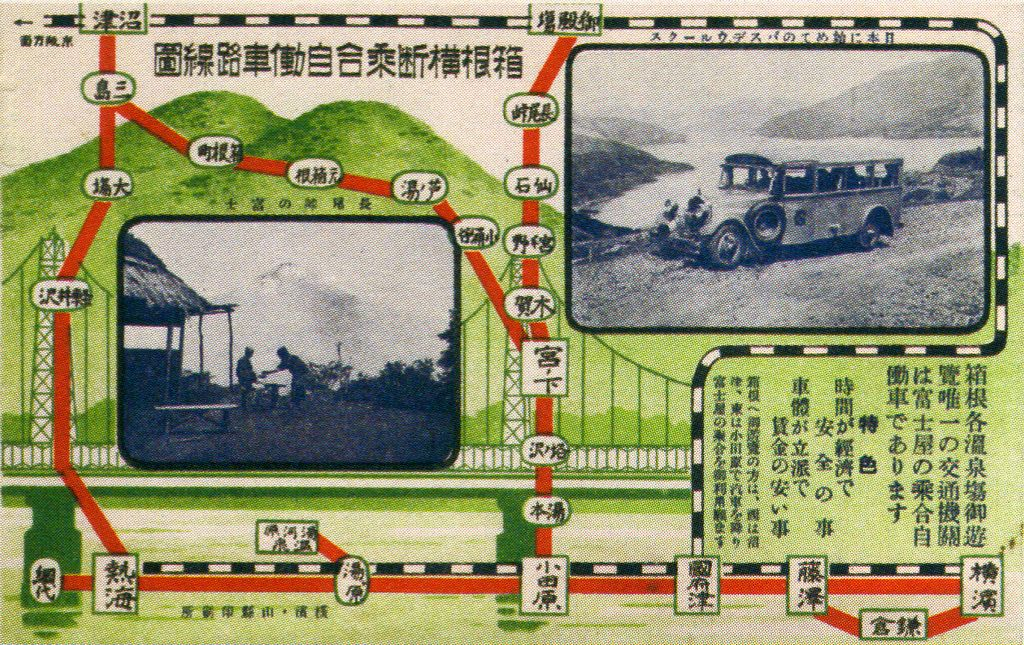
当時の富士屋自働車の路線図

震災後、富士屋自働車は復旧とともに車両の改良に注力した。1924年には当時としては超大型となる25人乗りのバスを導入し、1925年から実際に運行を開始している。また、1924年には三島・沼津にまで路線網を拡大したほか、震災以来中断されていた横浜と箱根を結ぶ路線の運行も再開されている。一方の小田原電気鉄道も1927年までにはほぼ復旧している。なお、小田原電気鉄道は1928年（昭和3年）1月にいったん日本電力に合併したあと、同年8月に再度箱根登山鉄道として分社化された。
鉄道やバスの復旧とともに、再び激しい乗客争奪が展開されることになった。小田原駅前では富士屋自働車の社員は「乗り換えなしで箱根へ」と宣伝、一方の箱根登山鉄道の社員は「電車の方が静かで安い」と声を上げ、観光客を自社へ誘導した。時には観光客の手を引っ張りあい、ひどい時には互いの社員同士が殴り合いを始める始末だった。
| 富士屋自働車の高級車「ホワイト」 |  | 箱根登山鉄道の高級車「サウラー」 |
| 富士屋自働車の高級車「ホワイト」 |  | 箱根登山鉄道の高級車「サウラー」 |

箱根登山鉄道が1929年には国府津まで、1931年には箱根湯本と箱根町を結ぶ自社鉄道線と並行する路線バスの運行に至り、小田原駅前に乗り入れるようになると、この2社の競合はさらにエスカレートし、現地での社会問題にまで発展した。富士屋自働車はアメリカ製の高級バス「ホワイト」を導入、対する箱根登山鉄道はスイス製の高級バス「サウラー」を導入し、女性の車掌が自社のバスに乗せようと大声を上げる有様であった。

ここにきて、小田原市や警察署長、さらには鉄道省が両社の合併を再三にわたって勧奨する事態になり、1932年には京阪電気鉄道の社長であった太田光凞の仲介により両社のバス事業を統合することになった。こうして、1933年1月に箱根登山鉄道のバス事業全てが富士屋自働車に譲渡され、富士屋自働車は社名を富士箱根自動車に変更した。1934年（昭和9年）6月8日には足柄自動車を傘下に組み入れた。
なお、富士屋自働車は1931年には省線との連帯運輸を開始したが、乗合自動車が省線と連絡運輸を行ったのは、日本ではこれが初めての事例である。

しかし、戦時体制の波は富士箱根自動車にも影を落とすことになる。1935年（昭和10年）に電力統制が行われると、富士箱根自動車は箱根登山鉄道とともに日本電力の傘下に入った。1936年（昭和11年）には2月22日に下吉田 - 長浜間、御殿場 - 須山間を、10月18日には今里 - 裾野間を富士山麓電気鉄道に譲渡する一方、1941年（昭和16年）2月26日には旭自動車（国府津 - 小田原間。1922年（大正11年）1月15日開業）を合併している。戦時体制が強化されると、不要不急の路線は休止を命じられることになり、鉄道並行路線や観光路線などはこれによって休止されたが、これは全路線の6割強に達した。さらに、1942年（昭和17年）5月30日、箱根登山鉄道ならびに富士箱根自動車、足柄自動車の三社は日本電力から東京急行電鉄に譲渡され、箱根登山鉄道の社長に東京急行電鉄社長の五島慶太が就任。かくして箱根登山は大東急の影響下に置かれることになった。また、同年陸運統制令に基づく地域統合の通牒が出され、統合母体として箱根登山鉄道が選ばれることになり、1944年（昭和19年）7月31日付で富士箱根自動車と足柄自動車は箱根登山鉄道に合併となった。
本項では以下、単に「登山バス」とした場合は箱根登山鉄道および箱根登山バスをさすものとする。

### 戦後の復興
終戦間もない1945年（昭和20年）11月より、小田原から宮ノ下・江ノ浦への路線について運行を開始、以後順次休止路線の運行再開を図るが、路線網がほぼ完全に復旧したのは1954年と、9年を要している。この間の1948年、戦時統合により巨大な鉄道事業者となっていた東急から、小田急電鉄（小田急）・京浜急行電鉄（京急バス）・京王帝都電鉄（京王バス）が分離したが、元来旧・小田急電鉄が運行していた鉄道の井の頭線は京王の所属となり、その代わりとして神奈川中央乗合自動車（当時）とともに新生・小田急の傘下に入ることになった。
1950年には貸切バス事業も再開、翌年には東京都・静岡県・山梨県にも営業エリアを拡大した。また、長距離路線の開設も目立ち、1950年には東京から箱根・熱海へ直通する路線を開設したほか、1952年には富士山麓電気鉄道（当時）との運輸協定により小田原駅と山中湖を結ぶ路線も開設された。
貸切バス事業においても、1953年には東京都内で貸切バス事業を行っていた新光バスを買収し、1956年に箱根登山バス（2003年以降とは別の会社）と改称した上で1960年に登山バスに吸収合併した。

### 箱根山戦争と事業拡大
大正後期以降、芦ノ湖近辺では箱根土地（当時）が別荘地の分譲などを中心とした観光開発を行なっており、開発に欠かせない交通機関の整備についても西武グループの手で熱海峠と箱根峠の間と、小涌谷から湖尻を経由して元箱根に至る有料道路を運営し、駿豆鉄道（当時）の路線バスが運行されていた。

1947年9月、駿豆鉄道では、小田原と小涌谷を結ぶ区間に路線バスの運行免許申請を行った。傘下にあった大雄山鉄道（当時）との一貫輸送を図ったものであったが、当時まだ東急の傘下だった登山バスは、自社防衛の見地から反対の立場をとった。しかし、当時の登山バスではただちに増強を図ることは難しかった上、地元からも「独占はよくない」という声も上がっていたこともあり、1949年12月には駿豆鉄道の路線バス運行については条件付で認可された。これに対応して、小田急の傘下に入った直後の登山バスでは早雲山から大涌谷を経由して湖尻に至る路線バス運行の免許申請を行なったが、これは逆に駿豆鉄道から反対を受けた。最終的には、1950年3月に両社の協定により、駿豆鉄道は途中停留所と運行回数の制限を、登山バスは1年ごとの有料道路利用契約の更新をそれぞれ条件とした上で、小田原へは駿豆鉄道バスが乗り入れ、代わりに登山バスが初めて芦ノ湖北岸へ乗り入れることになった。

登山バスはこれに続いて、1950年3月に芦ノ湖への湖上交通に着手するために、箱根町や仙石原で西武グループに敵対の立場を取っていた有力者と共同で船舶会社（箱根観光船）を設立した。当初の箱根観光船は小型遊覧船のみを保有する小規模な事業者であったが、1954年には芦ノ湖一周航路の免許を取得、さらに1956年には大型の遊覧船を就航させた。駿豆鉄道側ではこれに対して、1956年3月に「有料道路通行契約が満了すると共に契約を破棄する」と通告し、契約満了後の同年7月以降には有料道路に遮断機を設けて登山バスの通行を阻止した。これは箱根観光船の大型船導入に対する報復で、後に箱根山戦争として広く知られ、獅子文六の小説『箱根山』の題材にもなった西武グループと小田急グループの対立の始まりでもあった。

その後、互いに訴訟を起こして争う一方で、小田急側では1959年に箱根ロープウェイを開通させたことにより、小田急グループのみで芦ノ湖北岸へ到達できるようになった。また、1961年に有料道路を神奈川県が買い上げた上で一般道路として開放したことで、抗争は事実上終結した。数多くあった訴訟案件の決着がついた1968年には西武と小田急のトップが友好的な協定に調印したことから、以後両社は共存してゆくことになる。しかし、既に独自の周遊ルートを築いていたこともあり、小田原駅での観光客の呼び込みや箱根地区でのターミナルの違いなど、競合の構図は残った。
これらの紛争の間にも、事業区域の拡大は進められた。1950年代には東海道本線と並行する路線が新設されたほか、1958年には定期観光バスの運行を開始している。また、1960年代には三島・沼津地区において東海自動車（現・東海バス）・富士山麓電気鉄道改め富士急行（現・富士急シティバス）との免許争奪合戦も行われた。
貸切バス事業においても拡大傾向は続き、1963年には名古屋にも営業所を設置した上で、1968年には箱根登山観光バスとして独立させている。

### モータリゼーションの波と事業再編成
1970年代に入ると、モータリゼーションの進展に伴い、路線バスの走行環境は悪化の一途をたどる。特に登山バスの主たる路線は国道1号という幹線でありながらカーブの多い山岳道路を経由しており、観光客を乗せたマイカーが特定の道路に集中することによる渋滞とそれに伴う利用者減は、登山バスに対して深刻な影響を及ぼすものとなった。このため、1982年より中型車の導入が開始され、通勤通学路線の開拓を進めた他、1985年からは地域密着経営の一環として、沿線の小学生の絵画を車内に展示する「ギャラリーバス」の運行を開始した。一方で、1978年からは箱根旧街道経由のバスを毎日運行に切り替えたほか、定期観光バスのコースを拡充したり、祭りに合わせて会員制ツアーバスの運行を行うなど、新規需要の開拓に努めた。1998年5月からは、箱根地区の施設を巡る循環バスの運行を開始した。

しかし、モータリゼーションの進行に加え、箱根地区を訪れる観光客自体が減少傾向となったことにより、バス事業をとりまく環境はさらに厳しくなったため、長距離路線の廃止や短縮などが行われた。また、1996年には秦野市内の登山バス路線については神奈川中央交通100%出資の湘南神奈交バスに移管した。

一方で、静岡県内では1971年（昭和46年）、東海自動車が小田急グループ入りしたことで小田急系バス会社が2社併存することになる。非効率な状態を解消し、将来的な東海自動車の地域別分社化の際には統合させることも視野に入れて、1998年（平成10年）4月1日付で沼津・三島地区の一般路線を分社化の上沼津箱根登山自動車を設立した。法的にはこの時をもって現社設立としている。
さらに、2002年（平成14年）10月には小田急グループ全体の再編成が行われた。沼津箱根登山自動車の路線は全路線が沼津東海バスに譲渡された上、沼津登山東海バスと改称されたほか、熱海営業所は伊豆東海バスに統合された。残った箱根登山のバス部門は法人格上存続することになった沼津箱根登山自動車に譲渡、社名を箱根登山バスと改称した。これによって、静岡県内の路線バス事業からは撤退し、営業拠点は消滅した。(静岡県乗入れしている路線バスの運用は引続き行われてる熱海市と御殿場市)

貸切バス事業についても、東京・横浜の各営業所については1996年に箱根登山観光バスに移管、1997年には横浜と東京の各営業所を移転の上統合したが、同社は2002年には営業を廃止した。また、小田原観光営業所の貸切バス事業は1994年（平成6年）設立の箱根湯本バスに移管された後に、2000年に湘南箱根登山自動車に社名変更した。その後、2010年には湘南箱根登山自動車を箱根登山観光バスに社名変更している。
一方、2002年には登山電車と登山バスに共通のプリペイドカードとして「とざんカード」を導入し、同時にバス共通カードも導入したが、2005年度にはICカード化の流れで「とざんカード」の販売は中止された。2005年3月からは、箱根湯本駅と宿泊施設との間で観光客の手荷物を託送する「箱根キャリーサービス」の運営を開始した。

2004年度には、小田急グループと西武グループとの協力体制構築が発表されたことを受け、伊豆箱根鉄道バスとは共同歩調をとることになり、停留所名の統一などが行われた。さらに、2010年（平成22年）6月15日からは、伊豆箱根バス・小田急箱根高速バス・沼津登山東海バスと連携し、箱根地区の路線に系統記号を設定し、路線図も各社共通の様式で作成した上で各停留所や案内所で掲出することになった。
2016年（平成28年）4月1日、沼津登山東海バスは東海バスオレンジシャトルに社名変更。静岡県内拠点の消滅後も社名の上にあった登山バスの名残が消えた。
2020年（令和2年）2月1日、箱根登山観光バスを吸収合併した。
2024年（令和6年）4月1日、小田急箱根グループの再編に伴い、親会社が小田急箱根ホールディングスから小田急箱根（旧：箱根登山鉄道）に変更。箱根登山バスは箱根地区以外でも事業を展開しているため、統合のメリットが限定的であるなどの理由から、合併の対象からは外れることとなった。

## 事業内容

### バス事業
路線バス2008年の時点では、営業区域は小田原市・箱根町を中心に、足柄地域（南足柄市・開成町・松田町）や真鶴町・湯河原町を主な営業エリアとしている。一部路線は静岡県御殿場市や熱海市にも乗り入れる。かつては沼津市にもバス路線を開設していたが、小田急グループ内での事業再編に伴い他社への移管が行われている。
貸切バス2008年時点では7台が稼動しているが、そのうち5台は小田原養護学校のスクールバス、1台が企業送迎用で、一般貸切車両は大型バス1台のみである。
特定バス2008年時点では8台が稼動しているが、そのうち3台は箱根町立箱根の森小学校のスクールバス。富士フイルム系列企業の輸送も行っている。

### その他事業
箱根キャリーサービス箱根を訪れる観光客の荷物を箱根湯本駅から提携している宿泊施設へ、また宿泊施設から箱根湯本駅へと託送するサービスで、2005年3月から開始された。

## 営業所
以下の営業所を拠点として路線バスの運行を行っている。
小田原営業所小田原営業所と小田原観光営業所の路線バス部門を統合。2022年10月16日に、関本営業所を統合。
箱根山崎営業所2022年10月16日に、湯本営業所と宮城野営業所を統合。
湯河原営業所
1956年5月に開設。

### 過去に存在した営業所
小田原観光営業所1963年1月16日に開設。路線バス部門は小田原営業所に移管、貸切部門は1999年に箱根湯本バスに移管後、2000年に湘南箱根登山自動車に商号変更。
熱海営業所2002年10月に伊豆東海バスに譲渡。
沼津営業所1958年6月1日に開設。1998年には沼津箱根登山自動車として分社化、2002年10月に沼津東海バスに移管され沼津登山東海バスと改称。
横浜観光営業所1996年に箱根登山観光バスに移管され、関東支店神奈川営業所となる。1997年に東京営業所に統合して廃止。
東京営業所1953年に設立された新光バスを1956年に箱根登山バス（初代）に改称し、1960年に合併。箱根登山観光バスに移管され、関東支店東京営業所となった後、神奈中ハイヤー（現・神奈中観光）に車両・乗務員ごと譲渡。これに伴って、神奈中ハイヤーは町田営業所を野津田車庫より移転。現在の神奈中観光東京営業所。
名古屋営業所1964年3月1日に新設。1968年8月1日に箱根登山観光バス（初代）に移管されたが、2002年に廃止。
宮城野営業所
2005年5月に小田原観光営業所宮城野出張所を格上げして新設。2022年10月16日をもって、案内所へ移行。
関本営業所
1921年5月22日に足柄自動車として開設。その後小田原観光営業所に統合されるが、足柄営業所統合後に再分離。2022年10月16日をもって、小田原営業所に統合され、案内所へ移行。
湯本営業所
2022年10月16日をもって、案内所へ移行。

## 車両

### 車両史
| 富士屋自働車が初期に導入した「ホワイト」 |  | 富士箱根自動車の「サウラー」 |
| 富士屋自働車が初期に導入した「ホワイト」 |  | 富士箱根自動車の「サウラー」 |

路線バス車両は、富士屋自働車では当初はビュイックの乗用車を利用し、ラジエター上に行き先を掲出しただけであった。富士屋ホテルの宿泊客から意見を集めた上で、アメリカの高級車ホワイトを導入した。当初はシャーシのみ輸入し、車体は日本国内で製造させていたが、1923年にはアメリカのベンダー車体製造に依頼して製造させた車体をホワイトに架装して輸入、さらに詳細な図面を取り寄せた上で日本自動車に依頼して、日本国内で車体を製造させた。これがその後日本国内で製造されるバス車体の原型となったといわれている。
一方、箱根登山鉄道の自動車部門では、富士屋自働車に対抗して、スイス製の高級車であるサウラーが導入された。この車両は右ハンドル仕様ではあったが、スイス国内で使用される車両と同様にオープンタイプで、車体も含めて全てスイスから輸入されたものと推測されている。五十嵐平達は「活躍した場所から考えても、1930年代の遊覧バスを代表する1台」であるとしている。富士箱根自動車となってからもサウラーなどの大型車が導入された。
戦時中は他社と同様に代用燃料に対応させた車両が使用されたが、代用燃料車両では箱根を登りきることができず、宮ノ下で別のバスに乗換えを余儀なくされたという。
戦後にはディーゼルバスが順次導入され、1953年からは日野自動車（日野）のセンターアンダフロアエンジン車が大量導入された。

### 1970年代以降の車両概説

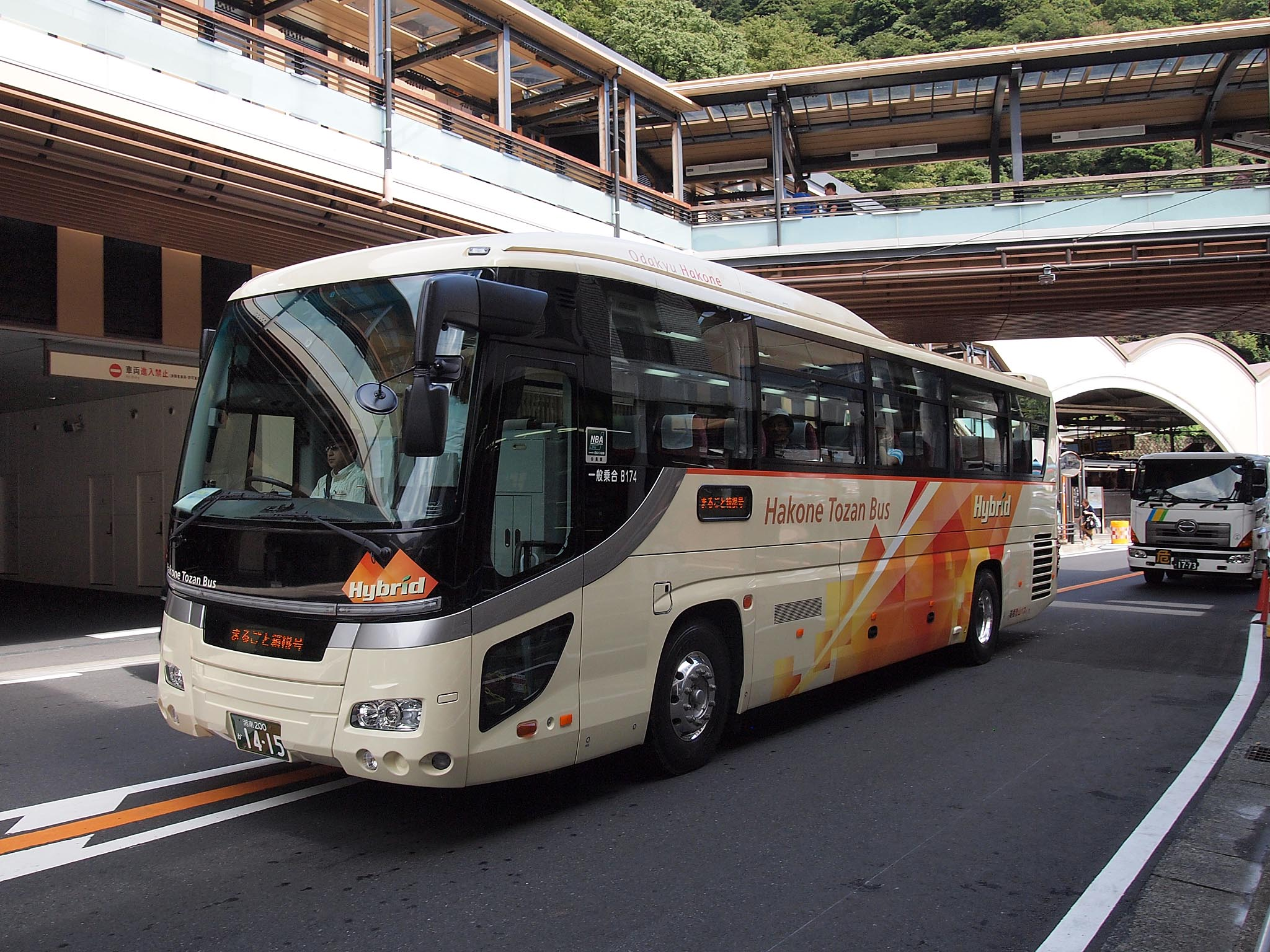
定期観光バス専用車 B174

1970年代頃は日野と日産ディーゼルの台数が多かったが、2008年時点ではいすゞ・日野・三菱の3メーカーを導入している。箱根地区の道路環境から、自社導入の大型車は全て短尺の高出力車を採用している。また、貸切車については、全てフルエアブレーキ仕様である。車両のタイヤは年間を通じてスタッドレスタイヤを装着し、毎年冬に交換するほか、状況に応じてタイヤチェーンを併用する。
箱根登山バスの路線バスの特徴として、トップドア車（乗降扉が前方1つだけ）であってもドアの直後の窓には側面方向幕を設置せず、1つ後の窓部分に設置するという独特の仕様が挙げられる。これは、方向幕の大型化に伴い、急カーブで極力視界を確保するためとされている。大型ノンステップバスは山間部では走りにくいという理由で小田原市内路線に投入　されている。
定期観光バスを運行していることから、標準床ながらオールリクライニングシートの観光仕様路線車も導入している。2010年には、同社では11年ぶりとなる定期観光バスの車両更新と同時に、神奈川県内では初導入となる日野・セレガハイブリッドを導入している。
乗降方式は車両の扉位置にかかわらず前乗り前降りである。そのため、ベビーカーは折りたたんで乗降する。扉配置は、ワンマン化初期には前中扉仕様が採用されていたが、その後前後扉仕様に変わり、さらに1980年代以降は座席定員を極力増加させるために前扉仕様が標準となった。2002年以降は交通バリアフリー法に準拠した前中扉仕様となり、中扉は車椅子専用の出入口として使用している。

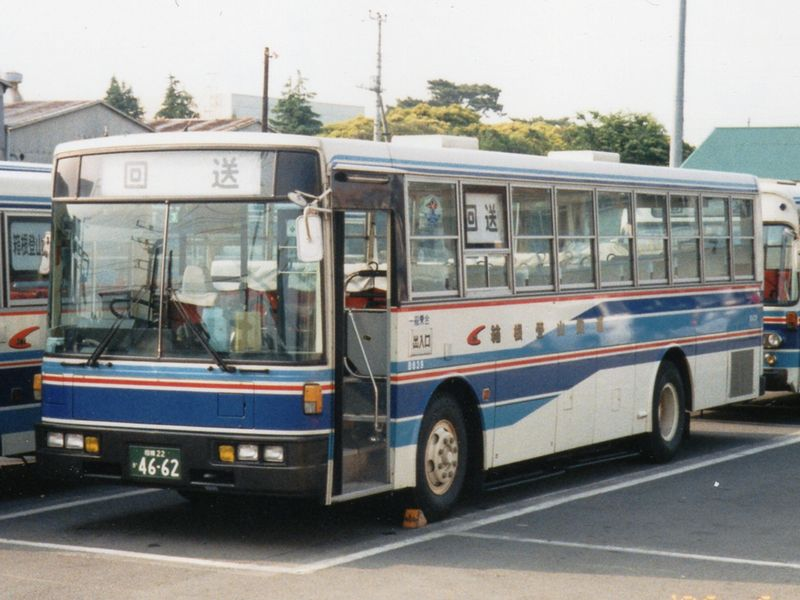
方向幕が前から2番目の窓にあるのが自社発注車の特徴 B839（過去の車両）
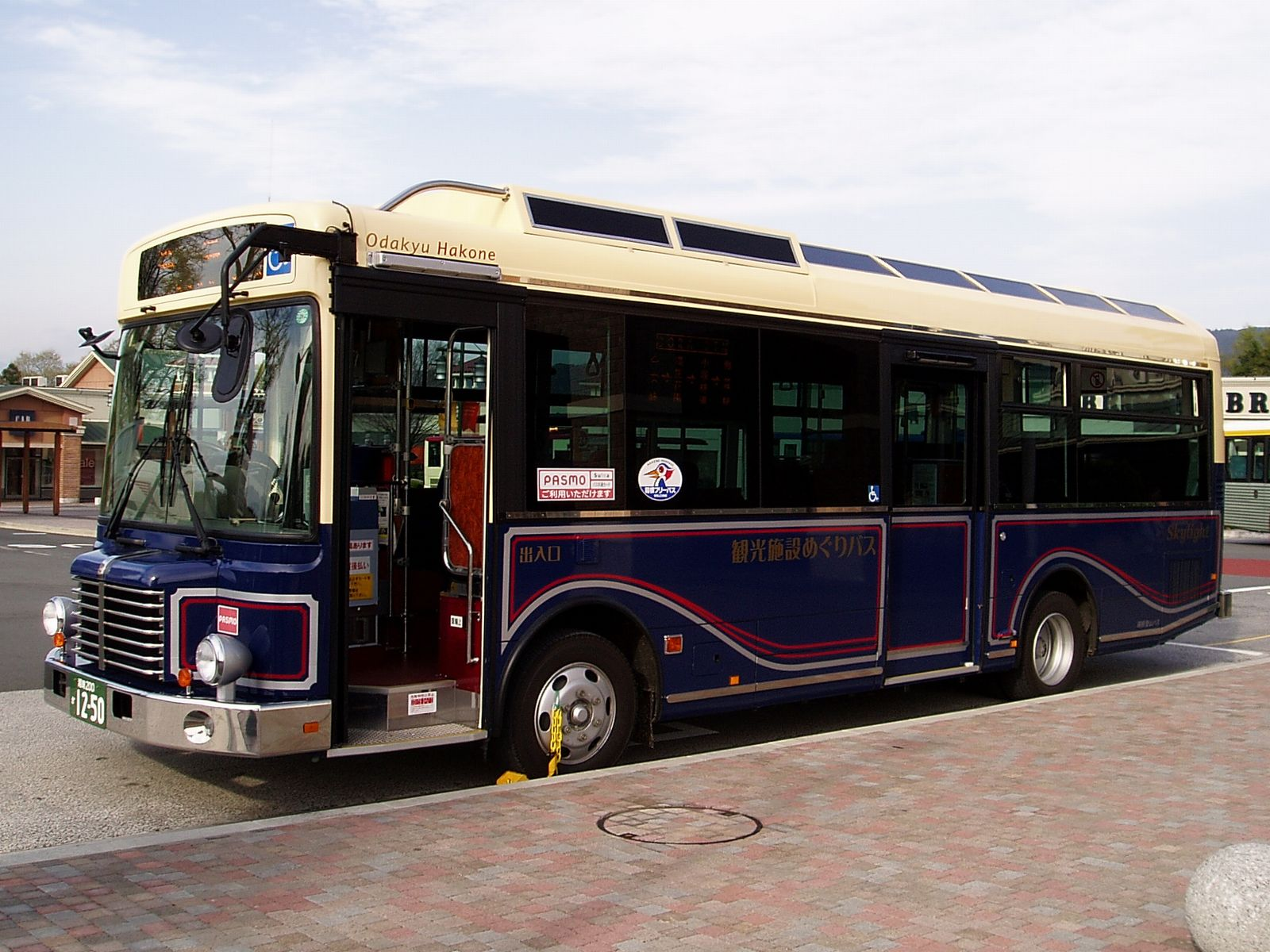
箱根施設めぐりバス専用車「スカイライト」 B153
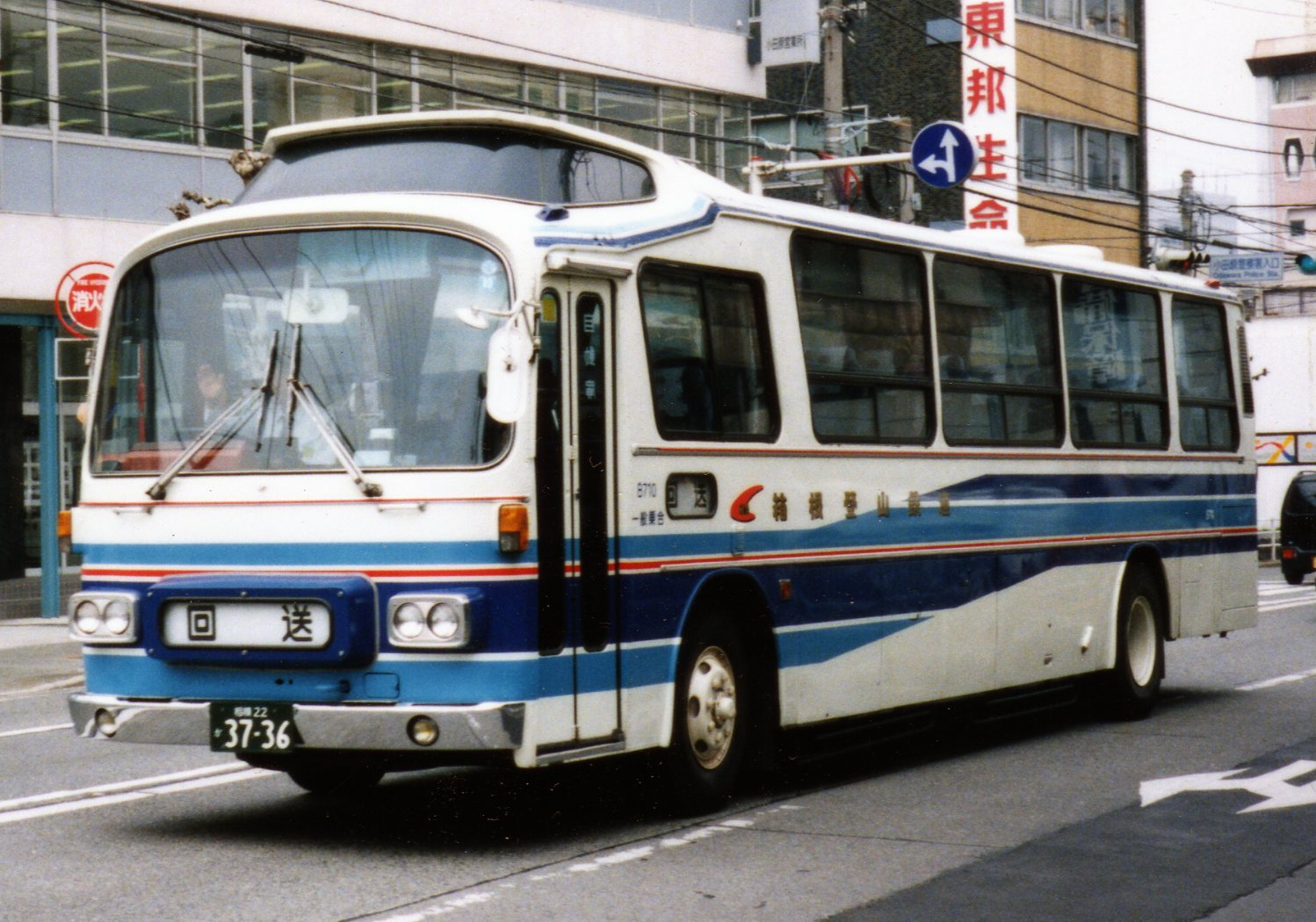
貸切車から路線車に格下げされた車両 正面方向幕が後付け B710（過去の車両）
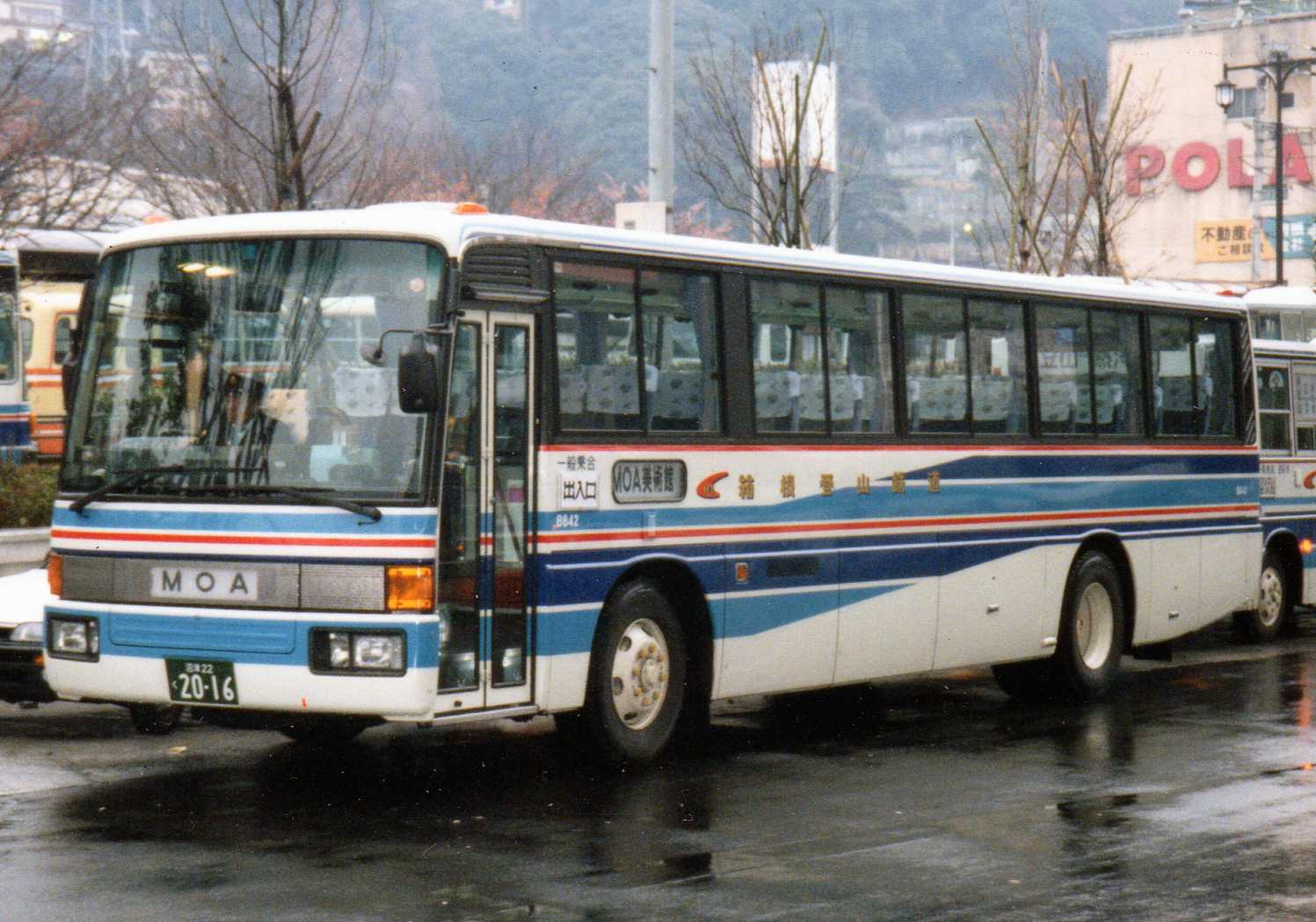
定期観光バス兼用として導入された車両 B842（過去の車両・伊豆東海バスへ移籍[77]）
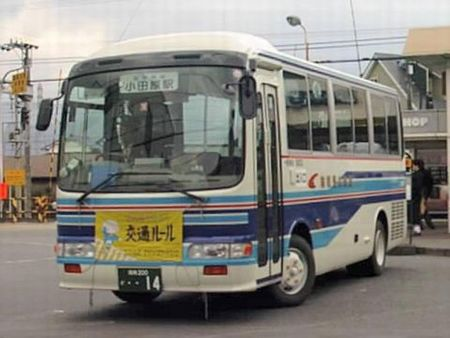
小型路線車 B053

### カラーリング
戦後に採用されたカラースキムは、クリーム色の上下に青い帯が入るものであったが、1980年からは白ベースに青の濃淡2色と赤のラインが入るものになった。しかし、塗装パターンが比較的複雑である上に特別色も含まれていることからコストが高く、2000年代には「ハートフルバスとざん」色や試験塗色の採用なども行われた。2010年の新車からは、クリーム色ベースで灯火をイメージするオレンジ色（同社では「柿渋色」と呼称）の帯を配した上、箱根細工をイメージするデザインに変更されることになった。これまでの塗装デザインの車両については塗り替えは行わない。

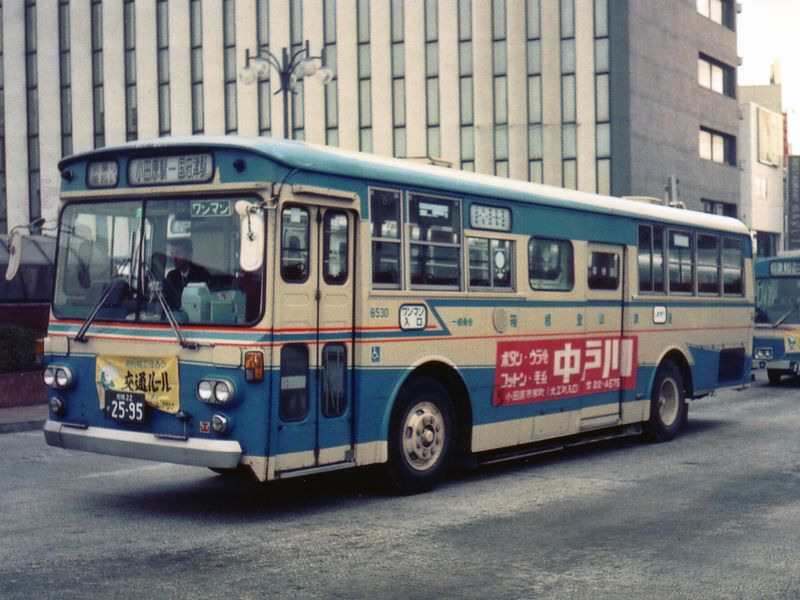
1980年代までの旧塗色 B530（過去の車両・神奈川中央交通からの譲受車）
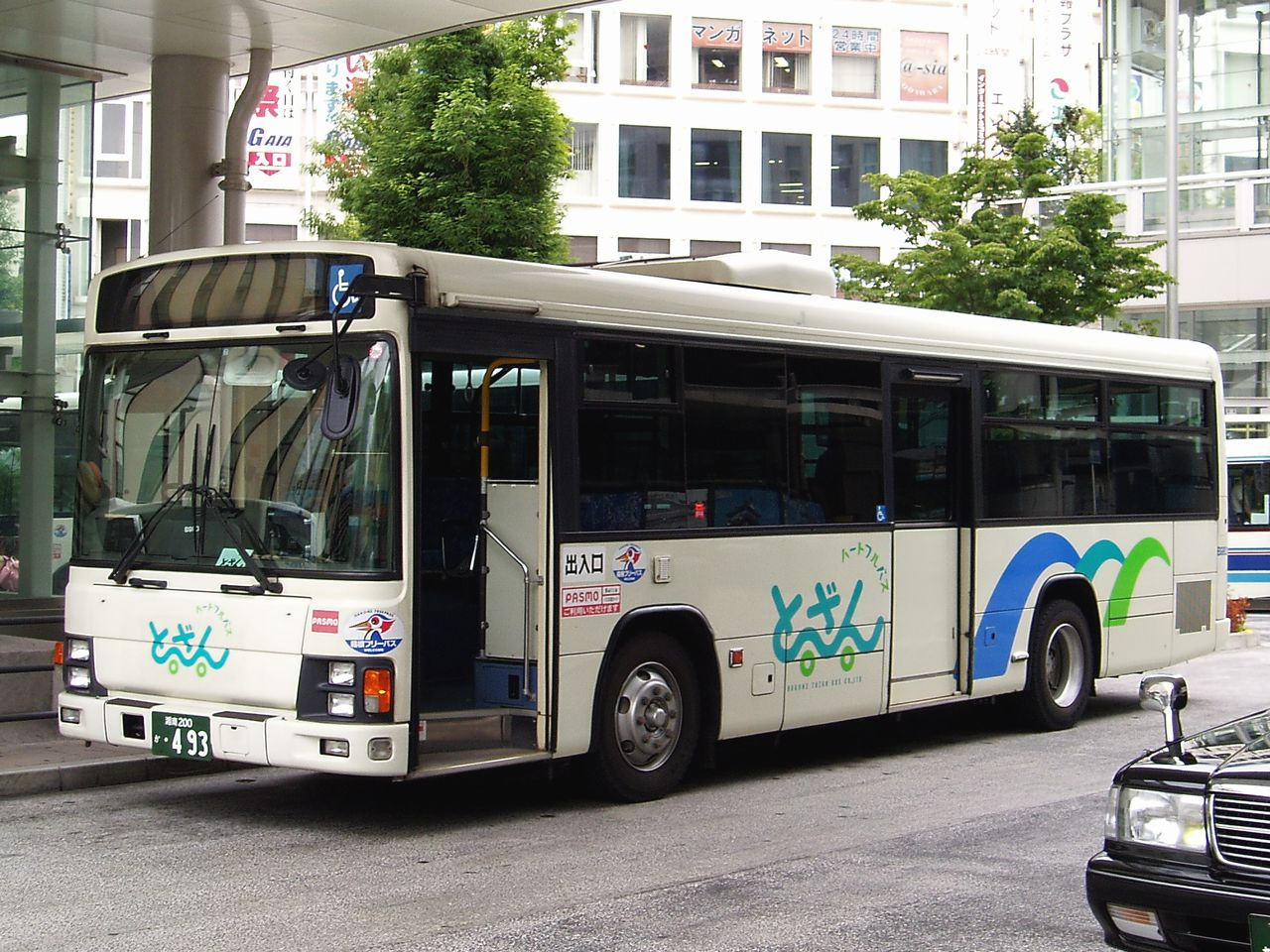
ハートフルとざん色 B980
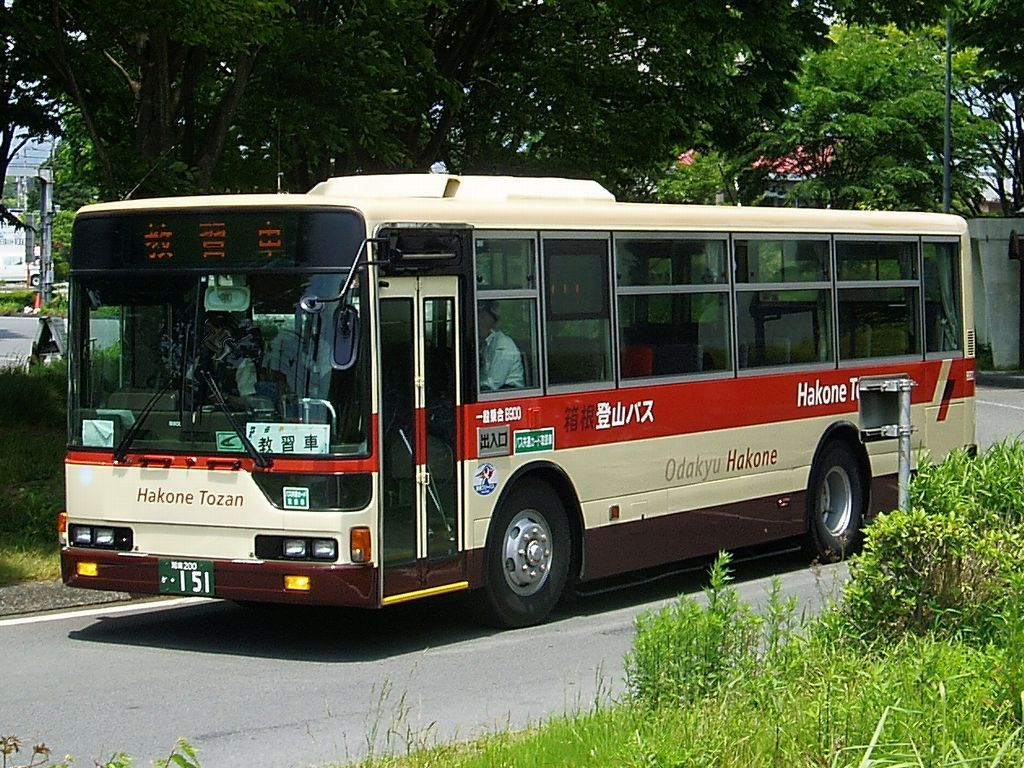
試験塗色車 B900
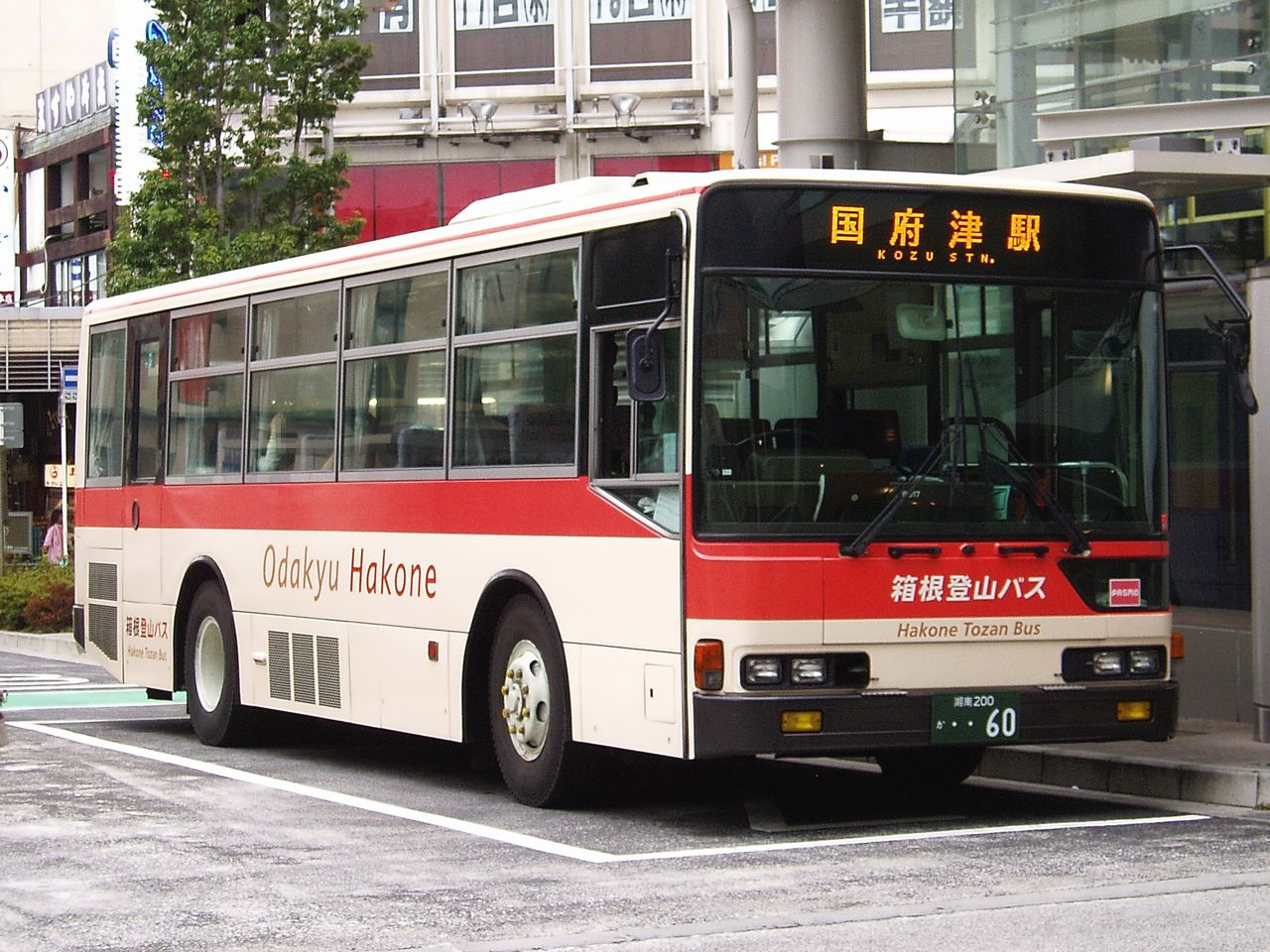
試験塗色車 B917
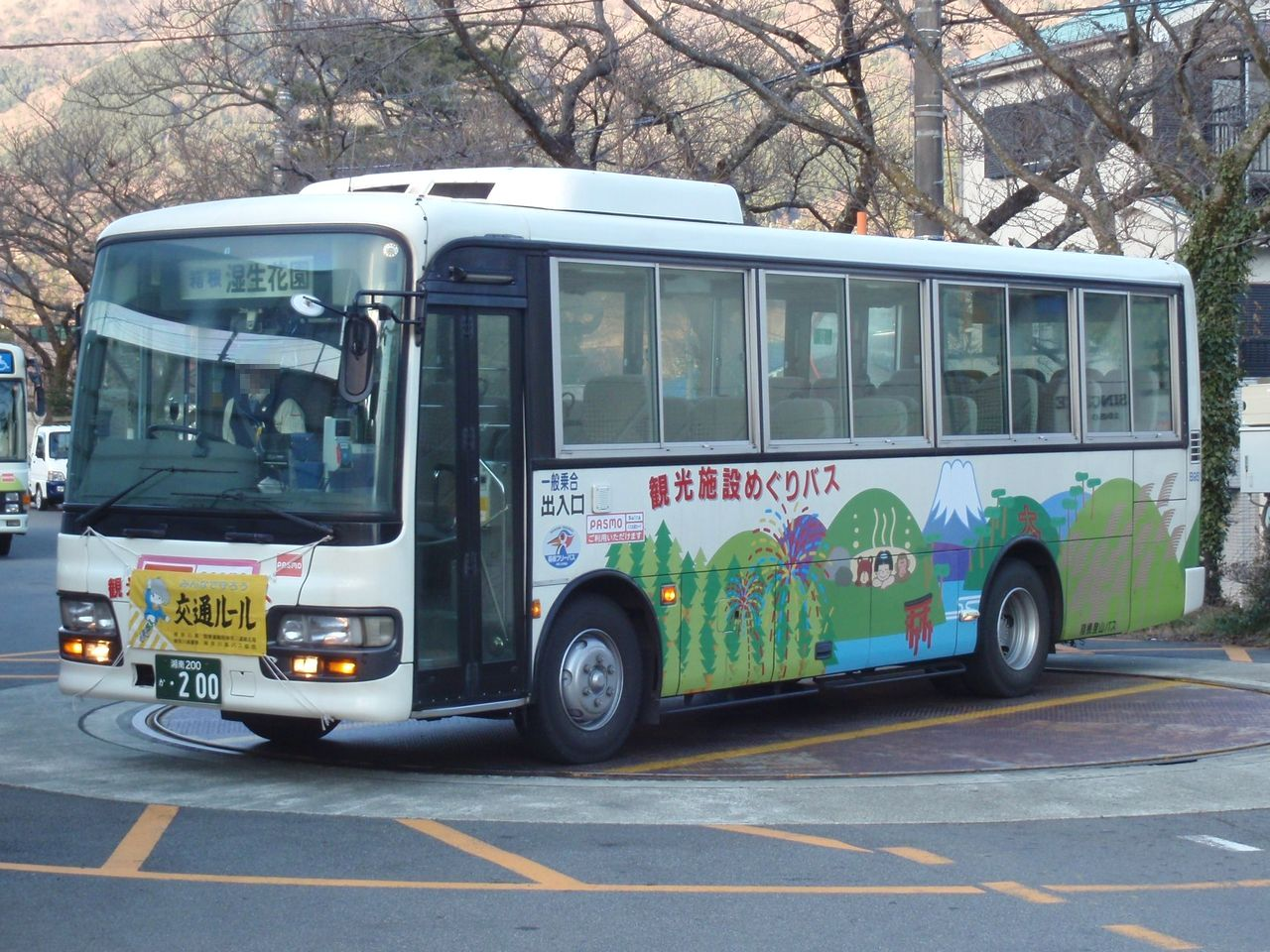
箱根施設めぐりバス専用車 B951
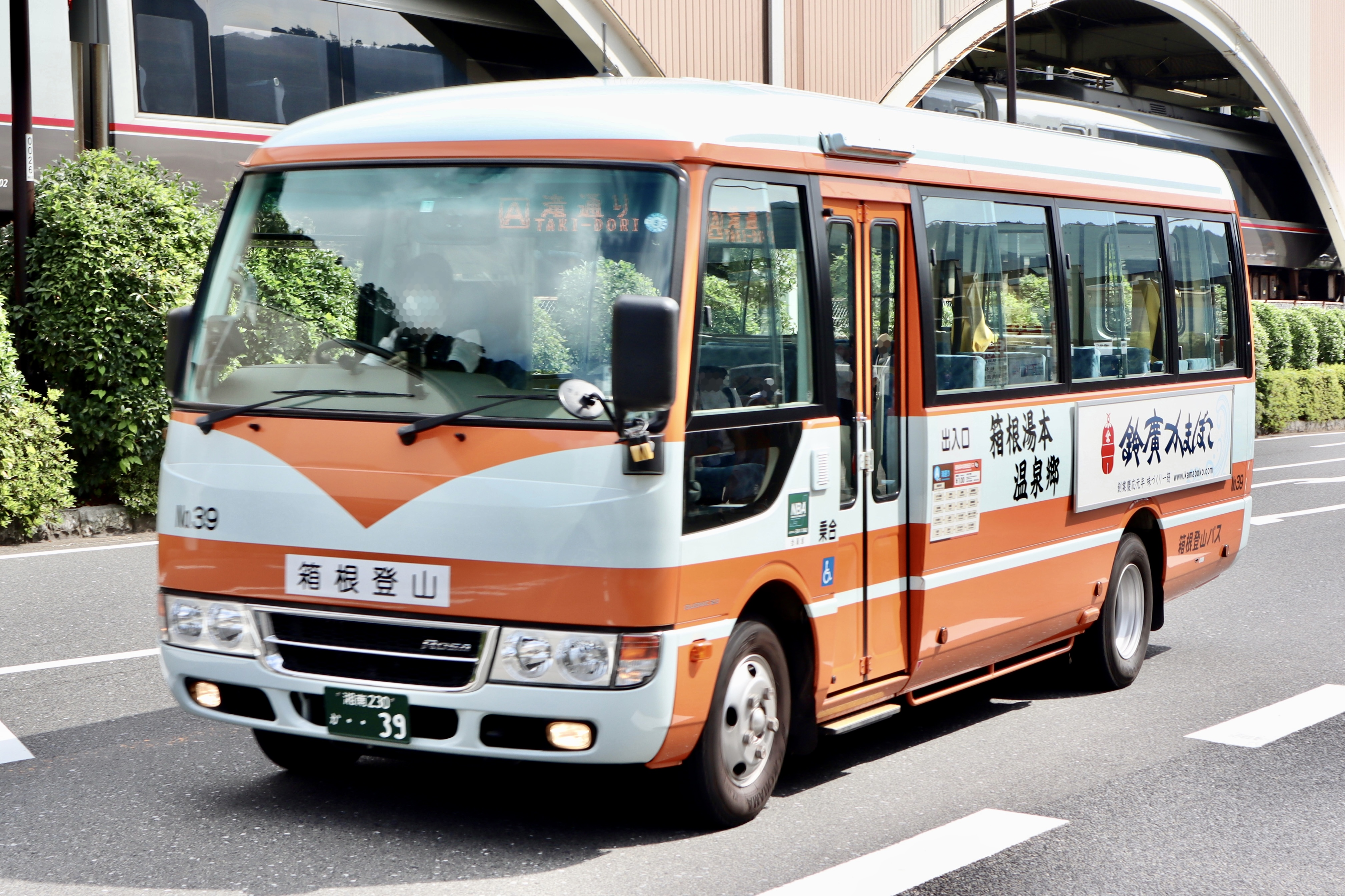
箱根登山観光バスの吸収合併に伴い、箱根登山バスに移籍してきた箱根温泉旅館組合シャトル

### 譲受車・譲渡車
1970年代から2000年代初頭までは、東京都交通局・神奈川中央交通・長崎自動車からの譲受車や、東京都交通局の注文流れの車両を導入していた。近年は神奈川県生活環境の保全等に関する条例（ディーゼル車規制条例）に対応するため車両の更新は全て新車によって行なわれている。2008年時点では12年以内に代替されており、同条例の規制を受けないことから、グループ会社の東海バスへの譲渡が多い。

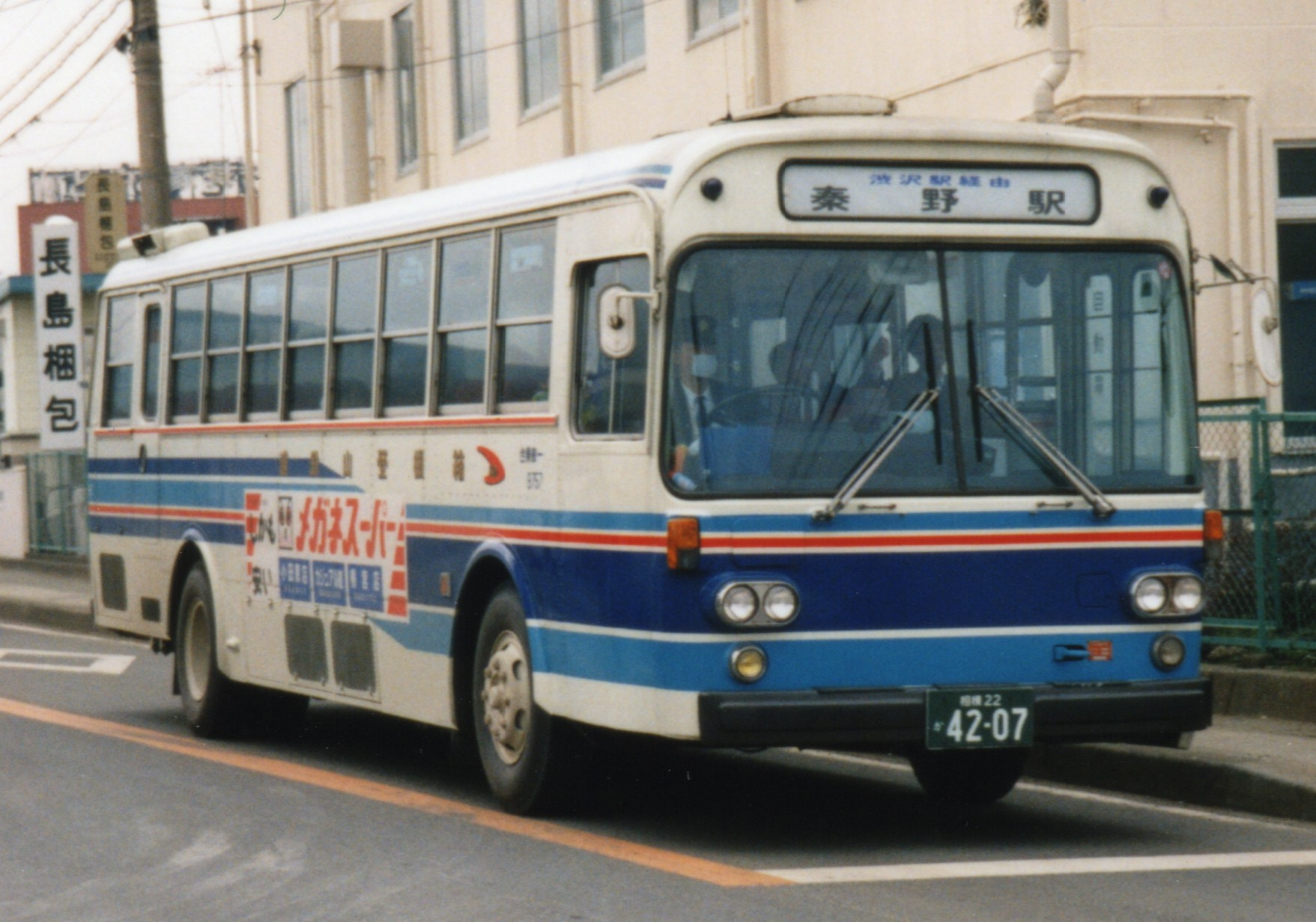
神奈川中央交通からの譲受車 B757（過去の車両）
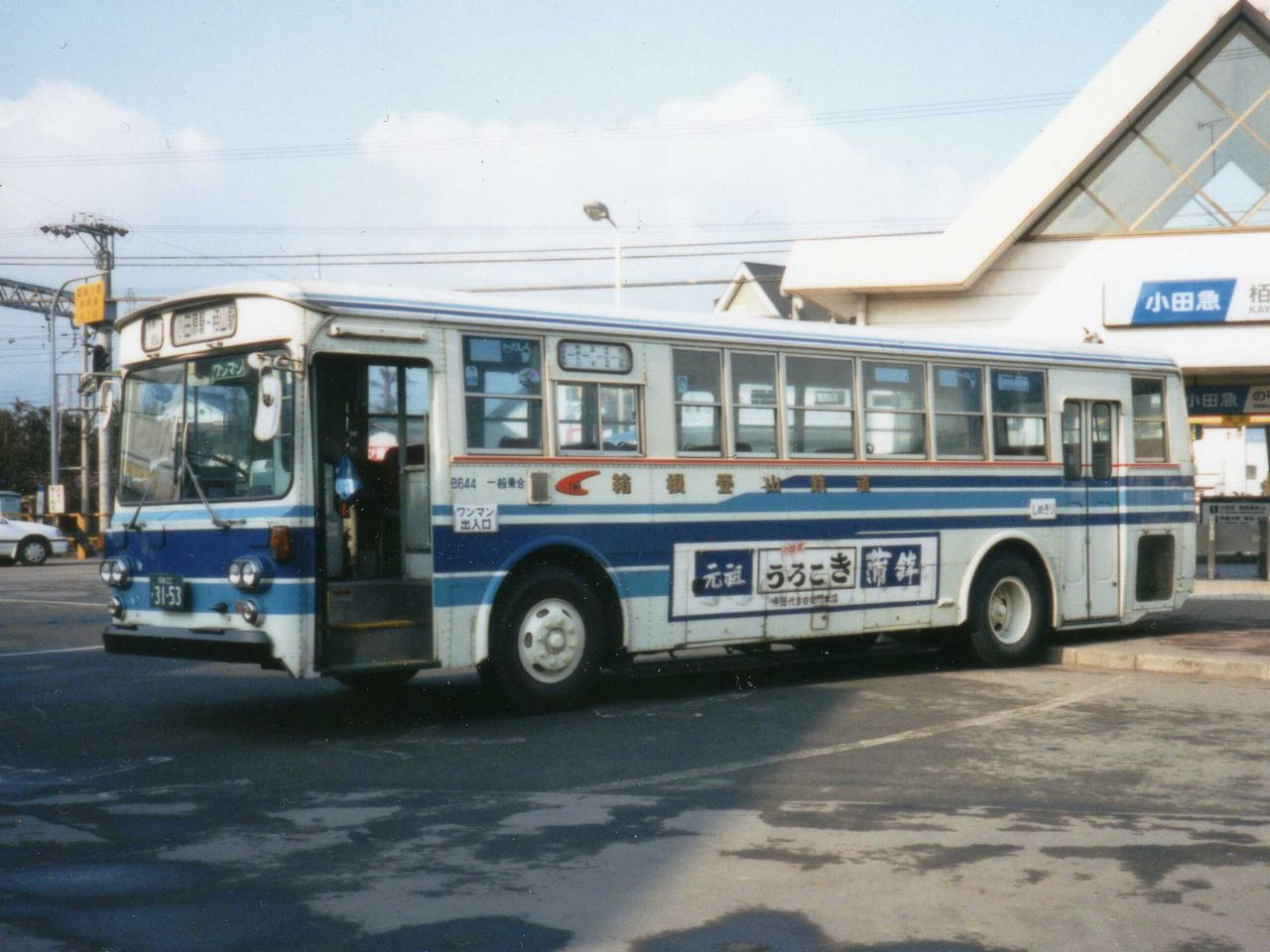
長崎バスからの譲受車（方向幕位置変更） B644（過去の車両）
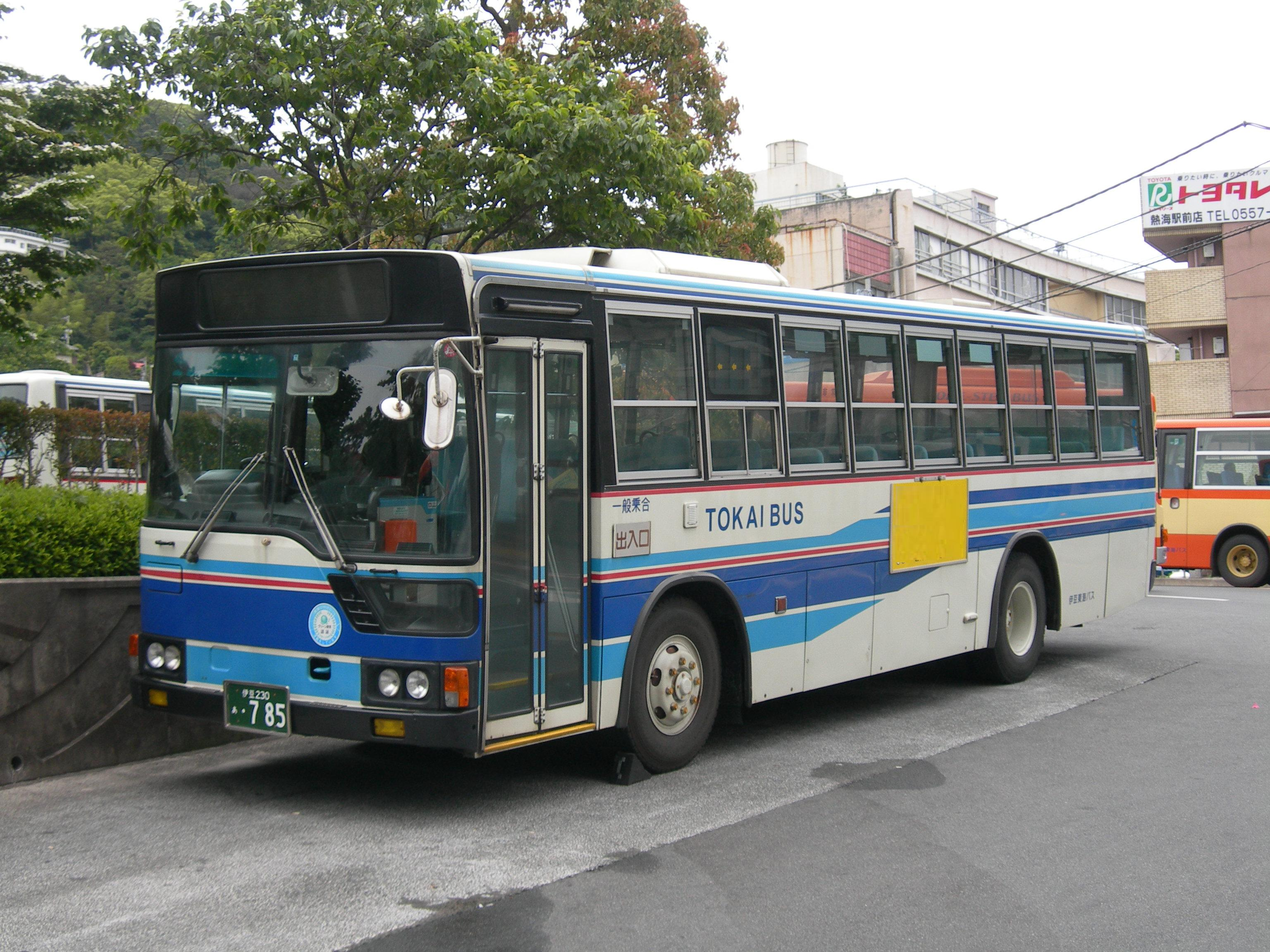
伊豆東海バスへ移籍した車両 カラーリングはそのまま使用
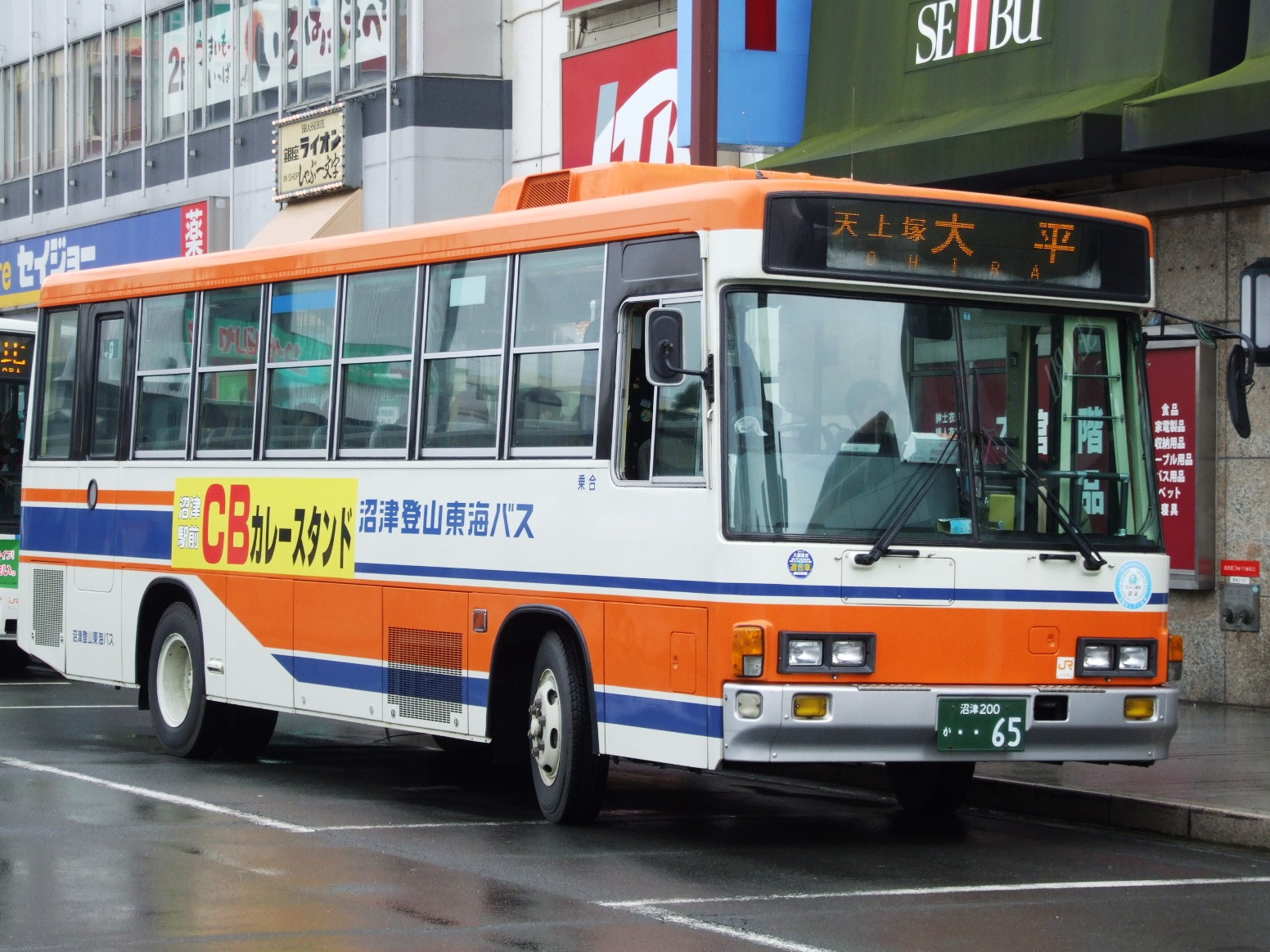
沼津登山東海バスへ移籍した車両 カラーリング変更

### 車両番号
小型車は001から099まで、中型車と大型車は100から999までの連番で、番号の前には車種頭文字（B:路線、BH:貸切、特:特定車）が付される。2001年から2003年までの導入車両については、営業所頭文字（K:小田原観光、T:（2001年当時の）熱海、Y:湯河原、A:足柄）+年式記号（A:2001年、B:2002年、C:2003年）+2桁の連番となる附番方式を採用していたが、2004年以降は2000年までの附番方式に戻されている。